# فيليب ألين

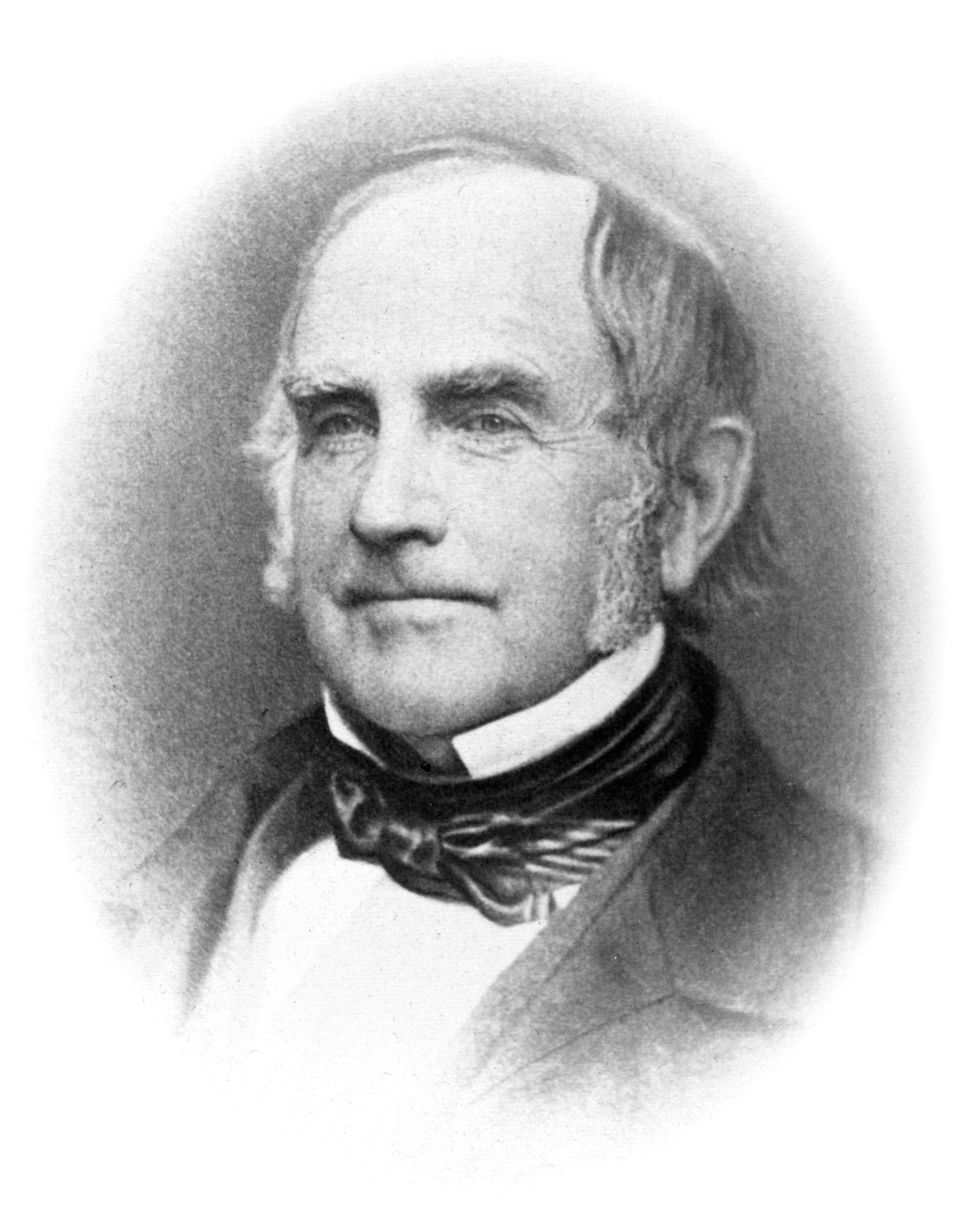
فيليب ألين

وهو سياسي أمريكي ينتمي إلى الحزب الديمقراطي ولد فيليب ألين في 1 أيلول - سبتمبر من سنة 1785 في ولاية رود آيلاند ألين في عام 1803 تخرج من كلية ولاية رود آيلاند (الآن جامعة براون) شغل ألين منصب حاكم ولاية رود آيلاند ما بين عامي 1851 إلى عام 1853 وخدم ألين كذلك في مجلس الشيوخ الأمريكي من عام 1853 إلى عام 1859 توفي فيليب ألين 16 كانون الأول - ديسمبر من سنة 1865 في ولاية رود آيلاند.